# Patah Vīr
Patah Vīr (persiska: Patahvīr, پته ویر) är en ort i Iran.   Den ligger i provinsen Västazarbaijan, i den nordvästra delen av landet, 600 km väster om huvudstaden Teheran. Patah Vīr ligger 1 425 meter över havet och antalet invånare är 938.
Terrängen runt Patah Vīr är kuperad åt sydväst, men åt nordost är den platt. Runt Patah Vīr är det ganska tätbefolkat, med 83 invånare per kvadratkilometer. Närmaste större samhälle är Salmās, 7,4 km nordost om Patah Vīr. Omgivningarna runt Patah Vīr är en mosaik av jordbruksmark och naturlig växtlighet.